# Капо де Фёйид, Жан Габриэль
Жан Габриэль Капо де Фёйид (фр. Jean Gabriel Capo de Feuillide, Cappot-Feuillide; 1800 — 1863) — французский публицист и писатель
.
Написал ряд популярно-исторических книг: «Юг Франции в 1815 году» (фр. Le Midi en 1815; 1836), «За́мок Ам» (фр. Le Château de Ham; 1842), «История парижских жителей» (фр. Histoire du peuple de Paris; 1844), «История революций в Париже» (фр. Histoire des revolutions de Paris; 1846) и др. Вместе с Мокаром и Альбуазом издал в нескольких выпусках «Знаменитые судебные процессы, или Летопись преступлений» (фр. Causes célèbres ou Fastes du crime; 1842—1846).
Наиболее известен, однако, Капо де Фёйид благодаря тому, что в 1833 году он опубликовал исключительно резкую рецензию на роман Жорж Санд «Лелия», обвинив книгу в непристойности, — после чего критик Гюстав Планш, восторженный поклонник Санд, вызвал его на дуэль.